# La scala a chiocciola (Rinehart)
La scala a chiocciola, titolo originale The circular staircase, è un romanzo giallo della scrittrice statunitense Mary Roberts Rinehart, pubblicato per la prima volta nel 1908. Nel 1915 ne fu tratta una versione cinematografica e nel 1920 la scrittrice ne fece una versione teatrale.
Da notare che il celebre film del 1945 La scala a chiocciola (The spiral staircase) di Robert Siodmak non ha nulla a che vedere con il romanzo della Rinehart, essendo stato tratto dal romanzo Some Must Watch (nella traduzione italiana pure La scala a chiocciola) di Ethel Lina White, un'altra scrittrice britannica contemporanea della Rinehart.
Una caratteristica dei romanzi della Rinehart è la presenza di diversi cadaveri, molti personaggi e altrettanti domestici, inoltre non manca mai un club esclusivo. In questo caso l'autrice utilizza un elemento architettonico, la scala a chiocciola, che nell'immaginario collettivo è sempre stato simbolo di paura e mistero. Questa struttura circolare conduce la protagonista e il lettore, rampa dopo rampa e interrogativo dopo interrogativo, al chiarimento finale. Inattesi colpi di scena, personaggi che hanno passato e presente incerti, passaggi segreti in ambientazioni spettrali e inquietanti sono elementi che concorrono a rendere la Rinehart pioniera del genere e apriranno successivamente la strada ad autori come Agatha Christie.

## Trama
Rachel Innes, un'anziana zitella benestante, la sua cameriera di fiducia Liddy e i due nipoti (figli del fratello morto di Rachel) Halsey e Gertrude decidono di trascorrere un periodo di ferie nella grande casa Sunnyside presa in affitto per il periodo estivo. La casa Sunnyside è composta da 22 stanze e 5 bagni, e al suo centro spicca un'imponente scala a chiocciola. Il suo proprietario è Paul Armstrong, presidente della Trader Bank.
La prima nottata Rachel e Liddy dormono nella villa (i nipoti non sono ancora arrivati) e va tutto bene, ma la mattina successiva scoppiano alcuni diverbi e la servitù presente nella villa lascia la casa. La signorina Rachel si vede costretta ad assumere del nuovo personale di servizio per rimpiazzare quello che si è appena licenziato.
La seconda notte si sta avvicinando ed il domestico, Thomas Johnson, insiste nel voler dormire nell'abitazione del guardiano che è separata da quella principale. Non vuole sentir ragione nemmeno quando gli viene fatto notare che nella casa rimanevano soltanto due donne indifese. Quella sera stessa mentre le due donne chiudono le porte-finestre della grande villa notano un'ombra di una persona sul portico che si dilegua molto velocemente. Le due donne, nonostante la paura che l'ombra ha generato in loro, si coricano a letto.
A mezzanotte la locale centrale elettrica spegne tutti gli impianti ed anche la villa Sunnyside va tutta al buio. Per far luce, è necessario utilizzare le candele. Dopo poco un forte rumore metallico rimbomba per tutti i corridoi della villa e sveglia Rachel. Molto probabilmente è un oggetto metallico che rotola lungo la scala a chiocciola. Per tutto il resto della notte non riuscirono ad addormentarsi visto la paura che era entrata in loro dopo quel forte e misterioso rumore metallico.
La mattina successiva Liddy Allen trova un mezzo gemello da polso. Un piccolo indizio. Dopo poco arrivano alla villa Gertrude, Halsey ed il suo amico John Bailey. La sera si avvicina e Gertrude è stanca e va a dormire. Halsey ed il suo amico John rimangono nella sala da biliardo.
Alle tre del mattino Rachel viene svegliata da un forte rumore, si tratta di un colpo di pistola. Tutti quelli che vivono nella villa vengono svegliati, scendono dal piano superiore a quello inferiore attraverso la scala a chiocciola e, alla sua base, viene rinvenuto un corpo. Nessuno conosce il nome dell'uomo morto rinvenuto nella villa Sunnyside.
Il cadavere viene riconosciuto da alcuni membri del club accorsi alla villa. Il suo nome è Arnold Armstrong, figlio del proprietario della villa Sunnyside. Dopo il primo e comprensibile sbigottimento per l'accaduto, la signorina Rachel si rende conto che suo nipote Halsey ed il suo amico John non sono più presenti nella villa. Rachel viene a sapere dal signor Jarvis che tra John Bailey e Arnold Armstrong non correva buon sangue. In questa occasione si viene a conoscenza che John Bailey era cassiere della Traders Bank, la banca dove Paul Armstrong ne è presidente.
Le indagini prendono immediatamente corpo e si viene a scoprire che Halsey ed il suo amico John sono partiti dalla villa pochi minuti prima che Arnold Armstrong fosse ucciso da un colpo di pistola, almeno questo è quello che Gertrude dichiara al detective Jamieson. Poco dopo Halsey torna alla villa ma, nonostante gli vengano chieste molte spiegazioni, non è disposto a parlare con nessuno.
Nel frattempo si sparge la notizia che la Trader Bank sia fallita. Tutti i soldi dei nipoti di Rachel, Halsey e Gertrude erano depositati in tale banca ed ora che è fallita sono sul lastrico. Si sospetta che Paul Armstrong sia il responsabile di questo fallimento, ma nel frattempo si viene a sapere che Paul Armstrong è morto in California, dove stava trascorrendo un periodo di vacanza con la moglie, la figlia Louise e il suo medico personale, il dottor Walker.
Quella sera stessa Jamieson ritorna alla villa per una nuova ispezione al luogo dove è stato ritrovato il corpo esanime di Arnold Armstrong. Mentre si avvicina nota un'ombra, la chiama e la figura scura scappa su per le scale e si nasconde nella piccola stanza in cima ad essa. Il detective Jamieson insegue tale figura e, dopo che tale figura si è rifugiata nella piccola stanza, la chiude a chiave dall'esterno.
Scende velocemente e chiama in suo aiuto Rachel Innes. Insieme illuminano a giorno tutto lo spazio intorno a quella porta, ma quando vanno ad aprirla la stanza è vuota. Al centro c'è un grande buco nero, il pavimento non c'è più e visto l'assenza di frastuono doveva essere già mancante da prima. Chi stavano inseguendo deve essere precipitato nella lavanderia, che è la stanza sottostante. Aprono la lavanderia e non c'è nessuno. Poco prima di aprire la porta Rachel Innes nota che Gertrude sta vistosamente zoppicando.
Il giorno successivo (era un martedì) si scopre la presenza di Louise nella villa. È febbricitante, e dopo che il medico, il dottor Steward, è venuto a visitarla gli prescrive riposo e nessuna emozione. Louise non sa ancora che suo fratello Arnold e suo padre sono morti e Rachel decide di non informarla per non agitarla troppo, Louise deve riposare come ha prescritto il dottore.
Passano i giorni e Louise sta sempre meglio e dopo tre giorni viene presa la decisione di informarla della morte di suo padre, ma non quella di suo fratello. Quella notte si sentono dei colpi alla porta secondaria della villa e quando Rachel decide di indagare scopre Louise svenuta ai piedi della scala a chiocciola, la stessa dove fu trovato morto Arnold il fratello di Louise.
Il romanzo prosegue con la morte di Anne Watson, di Thomas Johnson e Nina Carrington, con lo scoppio di un incendio nelle scuderie e con la scomparsa temporanea di Halsey Innes. 
Alla fine del romanzo, si scopre che Paul Armstrong aveva pianificato di appropriarsi dei titoli della banca e scappare, fingendosi morto. Il dottor Walker era un complice, che aveva utilizzato un cadavere preso da una sala anatomica spacciandolo per Armstrong. I soldi erano stati nascosti in una stanza segreta, che Rachel ha sospettato e trovato nella residenza che aveva affittato. Il giardiniere Alex era in realtà Jack Bailey, il fidanzato di Gertrude, che si era travestito per aiutare nelle indagini. 

## Personaggi
- Rachel Innes: zitella di mezza età
- Liddy Allen: cameriera personale di Rachel Innes
- Halsey Innes: nipote di Rachel Innes
- Gertrude Innes soprannominata Trude: nipote di Rachel Innes e sorella di Halsey
- Thomas Johnson: domestico
- Warner: autista
- Paul Armstrong: proprietario della villa Sunnyside e presidente della Trader Bank
- Arnold Armstrong: figlio di Paul Armstrong
- Louise Armstrong: figlia di Paul Armstrong
- dottor Walker: medico personale della famiglia Armstrong
- Anne Watson: domestica degli Armstrong
- John Bailey soprannominato Jack: amico di Halsey Innes e moroso di Gertrude
- Jarvis: membro della locale sede del Club Greenwood
- Jamieson: detective della locale polizia
- Harton: avvocato della famiglia Armstrong
- dottor Steward: medico del paese di Englewood

## Edizioni
- Mary Roberts Rinehart, La scala a chiocciola, collana I Classici del Giallo Mondadori n. 194, Mondadori, 1974, ISBN non esistente.
- Mary Roberts Rinehart, La scala a chiocciola, collana I Mammut, GTE NEWTON, 1995,  pp.134, ISBN 88-7983-913-6.
- Mary Roberts Rinehart, La scala a chiocciola, collana I Bassotti n. 55, Polillo, 2008,  pp.274, ISBN 978-88-8154-310-6.